# Сортировка Шелла

Сортировка Шелла на примере

Сортировка Шелла (англ. Shell sort) — алгоритм сортировки, являющийся усовершенствованным вариантом сортировки вставками. Идея метода Шелла состоит в сравнении элементов, стоящих не только рядом, но и на определённом расстоянии друг от друга. Иными словами — это сортировка вставками с предварительными «грубыми» проходами. Аналогичный метод усовершенствования пузырьковой сортировки называется сортировка расчёской.

## Описание
При сортировке Шелла сначала сравниваются и сортируются между собой значения, стоящие один от другого на некотором расстоянии {\displaystyle d} (о выборе значения {\displaystyle d} см. ниже). После этого процедура повторяется для некоторых меньших значений {\displaystyle d}, а завершается сортировка Шелла упорядочиванием элементов при {\displaystyle d=1} (то есть обычной сортировкой вставками). Эффективность сортировки Шелла в определённых случаях обеспечивается тем, что элементы «быстрее» встают на свои места (в простых методах сортировки, например, пузырьковой, каждая перестановка двух элементов уменьшает количество инверсий в списке максимум на 1, а при сортировке Шелла это число может быть больше).
Невзирая на то, что сортировка Шелла во многих случаях медленнее, чем быстрая сортировка, она имеет ряд преимуществ:
- отсутствие потребности в памяти под стек;
- отсутствие деградации при неудачных наборах данных — быстрая сортировка легко деградирует до {\displaystyle O(n^{2})}, что хуже, чем худшее гарантированное время для сортировки Шелла.

## История
Сортировка Шелла была названа в честь её изобретателя — Дональда Шелла, который опубликовал этот алгоритм в 1959 году.

## Пример

Иллюстрация сортировки Шелла.

Пусть дан список {\displaystyle A=(32,95,16,82,24,66,35,19,75,54,40,43,93,68)} и выполняется его сортировка методом Шелла, а в качестве значений {\displaystyle d} выбраны {\displaystyle 5,3,1}.
На первом шаге сортируются подсписки {\displaystyle A}, составленные из всех элементов {\displaystyle A}, различающихся на 5 позиций, то есть подсписки {\displaystyle A_{5,1}=(32,66,40)}, {\displaystyle A_{5,2}=(95,35,43)}, {\displaystyle A_{5,3}=(16,19,93)}, {\displaystyle A_{5,4}=(82,75,68)}, .{\displaystyle A_{5,5}=(24,54)}
В полученном списке на втором шаге вновь сортируются подсписки из отстоящих на 3 позиции элементов.
Процесс завершается обычной сортировкой вставками получившегося списка.

## Выбор длины промежутков
Среднее время работы алгоритма зависит от длин промежутков — {\displaystyle d}, на которых будут находиться сортируемые элементы исходного массива ёмкостью {\displaystyle N} на каждом шаге алгоритма. Существует несколько подходов к выбору этих значений:
- первоначально используемая Шеллом последовательность длин промежутков: {\displaystyle d_{1}=N/2,d_{i}=d_{i-1}/2,d_{k}=1} в худшем случае, сложность алгоритма составит {\displaystyle O(N^{2})};
- предложенная Хиббардом последовательность: все значения {\displaystyle 2^{i}-1\leq N,i\in \mathbb {N} }; такая последовательность шагов приводит к алгоритму сложностью {\displaystyle O(N^{3/2})};
- предложенная Седжвиком последовательность: {\displaystyle d_{i}=9\cdot 2^{i}-9\cdot 2^{i/2}+1}, если i четное и {\displaystyle d_{i}=8\cdot 2^{i}-6\cdot 2^{(i+1)/2}+1}, если i нечетное. При использовании таких приращений средняя сложность алгоритма составляет: {\displaystyle O(n^{7/6})}, а в худшем случае порядка {\displaystyle O(n^{4/3})}. При использовании формулы Седжвика следует остановиться на значении inc[s-1], если 3*inc[s] > size.[2];
- предложенная Праттом последовательность: все значения {\displaystyle 2^{i}\cdot 3^{j}\leq N/2,i,j\in \mathbb {N} }; в таком случае сложность алгоритма составляет {\displaystyle O(N\log ^{2}N)};
- эмпирическая последовательность Марцина Циура (последовательность A102549 в OEIS): {\displaystyle d\in \left\{1,4,10,23,57,132,301,701,1750\right\}}; является одной из лучших для сортировки массива ёмкостью приблизительно до 4000 элементов.[3];
- эмпирическая последовательность, основанная на числах Фибоначчи: {\displaystyle d\in \left\{F_{n}\right\}}.

## Реализация на языках программирования

### C++
```
template
<
typename
 
RandomAccessIterator
,
 
typename
 
Compare
>

void
 
shell_sort
(
 
RandomAccessIterator
 
first
,
 
RandomAccessIterator
 
last
,
 
Compare
 
comp
 
)

{

    
for
(
 
auto
 
d
 
=
 
(
 
last
 
-
 
first
 
)
 
/
 
2
;
 
d
 
!=
 
0
;
 
d
 
/=
 
2
 
)

        
for
(
 
auto
 
i
 
=
 
first
 
+
 
d
;
 
i
 
!=
 
last
;
 
++
i
 
)

            
for
(
 
auto
 
j
 
=
 
i
;
 
j
 
-
 
first
 
>=
 
d
 
&&
 
comp
(
 
*
j
,
 
*
(
 
j
 
-
 
d
 
)
 
);
 
j
 
-=
 
d
 
)

                
std
::
swap
(
 
*
j
,
 
*
(
 
j
 
-
 
d
 
)
 
);

}

```

### Си
```
void
 
shell_sort
(
int
 
*
array
,
 
int
 
size
)
 
{

    
for
 
(
int
 
s
 
=
 
size
 
/
 
2
;
 
s
 
>
 
0
;
 
s
 
/=
 
2
)
 
{

        
for
 
(
int
 
i
 
=
 
s
;
 
i
 
<
 
size
;
 
++
i
)
 
{

            
for
 
(
int
 
j
 
=
 
i
 
-
 
s
;
 
j
 
>=
 
0
 
&&
 
array
[
j
]
 
>
 
array
[
j
 
+
 
s
];
 
j
 
-=
 
s
)
 
{

                
int
 
temp
 
=
 
array
[
j
];

                
array
[
j
]
 
=
 
array
[
j
 
+
 
s
];

                
array
[
j
 
+
 
s
]
 
=
 
temp
;

            
}

        
}

    
}

}

```

### Java
```
void
 
shell_sort
(
List
<
Integer
>
 
array
)
 
{

        
for
 
(
int
 
s
 
=
 
array
.
size
()
 
/
 
2
;
 
s
 
>
 
0
;
 
s
 
/=
 
2
)

            
for
 
(
int
 
i
 
=
 
s
;
 
i
 
<
 
array
.
size
();
 
++
i
)

                
for
 
(
int
 
j
 
=
 
i
 
-
 
s
;
 
j
 
>=
 
0
 
&&
 
array
.
get
(
j
)
 
>
 
array
.
get
(
j
 
+
 
s
);
 
j
 
-=
 
s
)
 
Collections
.
swap
(
array
,
 
j
,
 
j
 
+
 
s
);

}

```

### Python
```
def
 
shell_sort
(
data
:
 
list
[
int
])
 
->
 
list
[
int
]:

    
last_index
 
=
 
len
(
data
)

    
step
 
=
 
len
(
data
)
//
2

    
while
 
step
 
>
 
0
:

        
for
 
i
 
in
 
range
(
step
,
 
last_index
,
 
1
):

            
j
 
=
 
i

            
delta
 
=
 
j
 
-
 
step

            
while
 
delta
 
>=
 
0
 
and
 
data
[
delta
]
 
>
 
data
[
j
]:

                
data
[
delta
],
 
data
[
j
]
 
=
 
data
[
j
],
 
data
[
delta
]

                
j
 
=
 
delta

                
delta
 
=
 
j
 
-
 
step

        
step
 
//=
 
2

    
return
 
data

```